# Partito Nazionale Democratico (Egitto)
Il Partito Nazionale Democratico (PND) dell'Egitto (in arabo الحزب الوطنى الديمقراطى‎?, al-Ḥizb al-Waṭanī al-Dīmuqrāṭī, spesso chiamato per antonomasia الحزب, al-Ḥizb, "il Partito"), è stato un partito politico egiziano, de facto partito unico, istituito nel 1978 dal defunto presidente Anwar al-Sadat, che ha guidato questa formazione politica fino al 1981. Dopo il suo assassinio, è stato presieduto dal presidente Hosni Mubarak, con la fine del suo regime il partito si è sciolto.
Il Partito Nazionale Democratico ha fatto parte dell'Internazionale Socialista fino alla sua espulsione avvenuta il 31 gennaio 2011, cioè pochi giorni prima che il leader del partito, il presidente Mubārak, fosse costretto alle dimissioni a causa delle sommosse popolari estese nel paese.
Mubārak è stato il candidato del partito per le elezioni presidenziali dirette nel 2005 e ha vinto la competizione elettorale ottenendo un quinto mandato presidenziale, ufficialmente con l'88,6% delle preferenze.
Le manifestazioni di massa cominciate il 26 gennaio 2011 hanno messo quasi subito sotto accusa non solo la gestione autocratica trentennale del Presidente della Repubblica, ma anche il PND, il cui Segretario Generale, Ahmad ʿEzz, si è dovuto dimettere il 29 gennaio dalla guida del partito di governo egiziano.
Con la fine del regime di Mubarak il partito si è sciolto, diversi suoi ex-membri si sono presentati alle elezioni politiche del novembre 2011 in liste e partiti minori riscuotendo però scarso successo.